# GIRLSブラボー
『GIRLSブラボー』（ガールズブラボー）は、まりお金田による少年漫画作品。「月刊少年エース」（角川書店）、および「少年エース 桃組」（同）にて、2000年から2005年にかけて連載された。単行本は、角川コミックスエースより全10巻。アニメ、ゲームも制作された。

## あらすじ
幼い頃から童顔で背が低いことから女子にいじめられたことが元で、極度の女性恐怖症となり、女性に触れると蕁麻疹ができるアレルギー体質になってしまった少年・佐々木雪成は、ある日、お風呂場から異世界・セーレンに飛ばされてしまう。そこで彼は、女性アレルギーが出ない少女 ・ミハル・セナ・カナカに出会う。これを機に、地球にセーレンの美少女たちがやって来て、雪成は様々な女難に遭う破目になる。

## 登場人物
声優は、テレビアニメ・ゲーム版 / 『CDバラエティ GIRLS ブラボー』および『CDバラエティ GIRLS ブラボー3時のおやつ』のドラマCD版の順で記載。また声優1名だけの記載の場合はテレビアニメ・ゲーム版のみで、ドラマCD版には登場しなかった（または台詞がなかった）ことを示す。

### 主要キャラクター
佐々木 雪成（ささき ゆきなり）
声 - 能登麻美子 / 阪口大助
本作の主人公。水野高校に通う高校2年生。幼い頃から童顔で背が低いことから女子にいじめられ、高校になっても福山や女子に「チビナリ」と呼ばれていじめられ、極度の女性恐怖症および女性アレルギー（女性に触れると蕁麻疹ができる）になってしまい、まともに女性に近付くこともできず、女性運もなかった。しかし、女嫌いというわけではなく、Hな妄想をしたり、エロ本を持っていたりする。また、えびの人間姿を気に入っていた他、幻のカエル争奪戦の際には願いで女性恐怖症を直そうと画策していた。
ある日、セーレンに飛ばされて、そこでミハルたちと出会ってから彼の生活が一変した。女装した姿は非常に可愛らしいが、本人は恥ずかしがっており、女性アレルギーが反応するのか「微妙に痒くなる」とも公言している。しかし、彼の女装姿に福山が何度か魅了されている。また、女性恐怖症に関しては回を追うごとにレギュラー女性陣に対して反応がなくなっていった。原作最終回では初めて自分に優しくしてくれた女性であるミハルに「ずっと自分の側にいるように」と告白し、晴れて恋人同士となる。
アニメ第2期の終盤では、蕁麻疹が発症しなくなったが、その事でミハルは「自分は雪成さんの特別ではなくなってしまうのかな」と複雑な感情を抱いてしまい、その矢先にヒジリによりセーレンへ連れ去られてしまう。その事で絶望に浸ってしまうが、周りの者たちの励ましを受けて再びセーレンへ行くことを決意し、こよみの尽力でセーレンへ行くことに成功する。ミハルの元へと辿り着き、ユキナと対峙しユキナも自分と同じ境遇であったことから優しく説得しミハルを助け出した。その後、ユキナにベタ惚れされてしまい、更に女性恐怖症の蕁麻疹が再び再発してしまう。
ミハル・セナ・カナカ（ミハル）
声 - 川澄綾子 / 同左
本作のメインヒロイン。セーレン出身。雪成が触ってもアレルギーが出ない唯一の女性。素直な性格だが、それ以上に天然ボケでマイペース。雪成の女性恐怖症を治そうと奮闘する。常に敬語で話す。セーレンから雪成たちの下に来て以降は水野高校に通っている。額に三つの丸が逆三角形の形に並んだ紋章（アニメでは星痕）があり、たまに額にないことがあるが見られるとなぜか恥ずかしがる。
驚異の食欲を持ち、いくら食べても太らない。全てを食べ物に結びつける傾向があり、謎の生物・「えび」（後述）を食べようとしたり、化学の実験でおいしい食べ物ができると勘違いした。料理上手だが、味見で全てなくなってしまう。ただし、意識すれば下手に作ることも可能。また、彼女が作った料理に特殊な効果が加わったこともあり、それが騒動の発端になったことも。感極まると自分の周りから爆発が起こる特殊能力がある。さらに酔っ払うと恐怖心が高まり、力が暴走して連続して爆発を発生させたり、自分の分身（偽物ではないことに気付くと消滅する。ちなみに本物と違い雪成が触るとアレルギーが出る）を多数生み出してしまう。乳歯が残っており、そこが虫歯になったことがある。高熱や暑さが苦手。
原作では終盤にてカズハと強制的に結婚させられそうになるも、雪成たちの尽力で救出され、最終的に雪成と結ばれる。アニメでは、第2期の最終回の次回予告で「雪成さん、大好き」と発言している。
小島 桐絵（こじま きりえ）
声 - 斎藤千和 / 浅野真澄
本作のサブヒロイン。雪成の同級生で幼馴染。女性から嫌われ続ける雪成を理解する数少ない女性。スタイル抜群・成績優秀・運動万能で格闘術に秀でているが、実は不器用で料理と人形造形の腕前はかなり悪く、お化けとカエルが大の苦手（カエルに関しては幻のカエルの一件で多少慣れた模様）。また、人形の服を集めるのが趣味で、リサの薬によって小さくなった雪成たちにそれらの服を着せて楽しむ一幕も見られた。先述した長所から男子生徒たちからの人気は高い。ちなみに方向音痴である。
福山のセクハラ行為や、雪成に対するいじめなどに毎回正義と怒りの鉄槌を下す。雪成にも卑猥な妄想とかした際には暴力を振るうことが多いが、本当は彼のことが気になるようで、彼を巡ってミハルに嫉妬したこともあったが、彼女とはそれなりに良好な関係のようだ。アニメではツッコミの際プロレス技を多用している（バックドロップやシャイニング・ウィザード等）。
また、公式人気投票では1位になっている。
福山 和春（ふくやま かずはる）
声 - 置鮎龍太郎 / 三木眞一郎
雪成と桐絵の同級生。雪成を「チビナリ」と呼び（「佐々木」と呼ぶ事もある）、小馬鹿にしていじめている。美形・金持ち・長身・運動神経抜群で意外と女性にモテるが、女性と見ると見境なくセクハラをしまくる性欲の権化（ただし、桐絵には頭が上がらない）のため、嫌われたり、桐絵に制裁を受けたりと割と酷い目に遭っているものの、（性格が悪いこととセクハラ行為を除いて）本人は全く自覚も反省もしていない。割と頭が悪く、こちらに関しては自覚している。雪成とは反対の男性アレルギーを隠すために手袋をしており、家には基本的に女性客しか入れない。女性のストライクゾーンも非常に広く、下は0歳から、上は115歳までが含まれる。
相手の体に触れずして服を脱がす秘技・「一発脱がし（いっぱつぬがし）」や目からの怪光線・「イケメンビーム」を使える。手先も器用で、雪像大会に自身の作品を発表して優勝したことがある。お節介な一面を併せ持ち、リサの頼みは何でも聞く。また、トモカに対しては利害の一致から協力し合ったこともあり、肉親以外で唯一妹同然の扱いをするなど大切に思っているらしい。原作最終回ではカズハを成敗した折、「女性への愛がないお前はハーレムの中心にいる資格はない」と彼を説教し、桐絵から見直されると同時に結婚式に参加していたセーレンの女性たちを魅了。一躍セーレンにおける人気者となった。
福山 リサ（ふくやま リサ）
声 - 松岡由貴 / こおろぎさとみ
和春の妹。自称：魔法使い。兄・和春と同じ水野高校に通う高校一年生。黒魔術に造詣が深い。かつては入学式以降、ひきこもりだったが、マバンヤ様のお告げで学校へ行くようになる。
登校中に会った雪成を占いの影響で運命の人と信じて疑わず、彼の迷惑もお構い無しに果敢にアタックを続ける。妄想癖があり、目的のためには手段を選ばない性格。そんな彼女だが、幼少期に病死した飼い猫のミミを救うべく、自宅の地下室にあった魔法（蘇生術）の本を用いたことがきっかけで黒魔術にのめり込んでいったという過去を持つ。
アニメでは黒魔術にのめり込む理由が原作と異なっている。10年前偶然足を踏み入れた部屋で、黒魔術の本を見つけ、そこに書かれていた儀式により魂を得た人形のエリ。その後も何をする時もエリと一緒で、唯一気が許せる存在だったが、エリとの楽しい日々は続かず魔力の効力を失ったエリは普通の人形に戻った。そのことが彼女の心に暗い影を落とすこととなり、人形のエリの魂を復活させるため黒魔術や魔法にのめり込んでいった悲しい過去を持っている。
コヨミ・ハレ・ナナカ（こよみ）
声 - 倉田雅世 / 椎名へきる
セーレン出身。時空管理局・時空捜査課に勤務しているが、仕事の成果はイマイチ。真面目で淑やかな性格。マハルの依頼により、セーレンで突如行方不明になったミハルを探すために地球を訪れたが、当初は時空間移動の際に起きたトラブルが原因で記憶喪失となっていた（自身のファーストネームだけは覚えていた）。しかし、雪成たちに助けられ、その際に浴場に溜めた湯の水面にセーレンの風景を見たことで記憶が戻る。改めて任務を遂行せんとするも、彼女や雪成の思いに動かされ、後に地球に戻ってくる。父親は地球人。
重度の男性恐怖症で、男性に触れられると、穴を掘って怯える習性がある。福山によるセクハラの一番の被害者でもある。セーレンでの球技（地球の卓球そのもの）では、五大会連続のチャンピオン。中盤からはトモカと共に水野高校に通う。
アニメでは本編のキーパーソン的な存在で、星痕の謎を知る人物。母親は星痕が付いている。
トモカ・ラナ・ジュード（トモカ）
声 - 齋藤彩夏
セーレン出身。時空管理局時空捜査課に勤務。とにかく天才でエリートらしく、劇中では東大レベルの数学の問題をあっさり解いている。幼くして社会人になったとはいえ、心も体もまだ子供。しかし本人は否定する。動物などを変身させる魔法が使えるが、不完全な部分が多い。この他、演技力にも長ける。
こよみの任務を補佐するべく、偶然召喚の術の準備をしていたリサが描いた魔法陣を通じてセーレンからやって来た。後に彼女がセーレンに連れて来た男性たちが妻子持ちやロリコンばかりだったため、偶然襲いかかって来た福山もろともセーレンに転移したこよみ（トモカが福山の女癖の悪さをマハルに説明したため、彼女の逆鱗に触れた）共々地球で再勉強することとなる。
生意気な性格ではあるが、アニメでは10年前に消えた人形のエリ（魔法により変身した子犬）をリサに逢わせるなど、友達思いの優しい一面を持っている。一人称は「ワタシ」および「トモ」で、口癖は「～なのだ」。好きな食べ物はプリンで、嫌いなことは子供扱いされること。実は永久歯が生えており、そこが虫歯になったことで歯科にて治療を受ける羽目になったことも。
えび
声 - 金田朋子（心の中 - 立木文彦）
突如ミハルの入浴中にセーレンから転移されてきた謎の生物。性別はメスで、「ニャー」と鳴く。引っ張りまわされたりぶん投げられたりとぞんざいな扱いである。口から太いビームを出すことが可能で、激昂すると爪が立ち、頭部に複数の棘が生じる。何でも飲み込むことで体内に多くの物を蓄えられるが、ミハルの影響から多量に飲み込んだ際には体調を崩したことも。
また、トモカが魔法をかけると女の子に変身できるが、声はえびのまま。数年に一度の成長期になると女性の夢を栄養源にし、体が異様に膨張して睡眠状態に陥ると共に、長時間周囲にいる女性たちを眠らせる。しかし、針で突くことで破裂して元の大きさに戻り、周囲の女性たち共々目覚める。名前はミハルの命名で、シルエットが海老フライに似ていることに由来。
アニメでは登場経緯が異なり、トモカがセーレンから連れてきている。女の子に変身した姿は、唯一リサが気を許せる存在でもある。

### その他の登場人物
マハル・セナ・カナカ（マハル）
声 - 大原さやか / 三石琴乃
ミハルの姉。セーレン出身。豪快で凶暴な性格だが、意外と妹思いで彼女には優しい。また、雪成のことは初対面で気に入っている。一方で、アニメでは福山のことは「顔は良いとしても、傍若無人なエロ男」と称して毛嫌いしている。ナイスバディだが30歳間近のためか結婚を焦っておりコヨミとトモカに婿探しを依頼しているが、成果は上がっていないようだ。しかし、原作最終回ではめでたく亭主を迎えた。アニメ第2期の最終回では、終盤で地球とセーレンとのゲートが繋がれたままの状態になった事で、自分も思いっきりお婿さん探しができると張り切り、さっそく疾風にプロポーズしていた。
ナナエ・クウ・ハルカ
声 - 岩居由希子
時空管理局・時空捜査課の課長。コヨミやトモカの上司。名前はアニメ版より。度々時空捜査課を訪れるマハルに振り回されている節がある。
アニメ版における彼女は、時空管理局特務課とはあまり良好な関係ではなく、特務課の介入を好まない。
雪成の母
雪成の母親で、ロングヘアの女性。夫（雪成の父）が出張先で過労により倒れたため、彼の下に向かう。雪成が隠していたためミハルの存在には気付かなかったが、雪成がミハルに与えた分の食料の減りが以上に早いことを気にしていた。
榊 京太郎（さかき きょうたろう）
声 - 平田広明
こよみの父親で、地球人。名前はアニメ版より。一時期セーレンで妻子と共に暮らしていたが、ある時地球に帰っている。この体験がきっかけでこよみは「誰かの前から姿を消した大切な人を捜して合わせてあげたい」という気持ちに目覚め、時空捜査課に勤務することを決意した。
アニメでは姿が判明している。また、後にヒジリによって洗脳され、梨々花らを襲っている。
こよみの母
こよみの母親で、セーレン出身。顔ははっきりと描写されていない。幼少期のこよみに父の出自を話し、「父は遠い場所に帰ってしまったので、もう会えない」と語っていた。
アニメでは星痕を持つ。
梨々花（りりか）・ステイシー
声 - 桑谷夏子
福山家に仕えるメイド。名前はアニメ版より。
アニメ版では戦闘能力が非常に高く、格闘術などを用いて桐絵をあっけなく倒した。また、背中には過去の拷問の大きな古傷（詳しい詳細は不明）が残っている。
疾風（はやて）
声 - 星野貴紀
リサの傍に仕える男性従者で、眼鏡をかけている。小雨と同様に諜報活動を行う。小雨の兄でもある（アニメ11話予告）。
アニメ版では、トモカと着ぐるみを着て闘う（脱衣麻雀に負けて）シーンがあった。
小雨（こさめ）
声 - 升望
リサの傍に仕える女性従者。諜報、拉致などを行う。
アニメ版では同じ女性であるにも関わらず桐絵のことが好きになり、ストーカーまがいの行為や女性同士の危ない世界に引きずり込もうとし、最後には桐絵のファーストキスを奪った。
リリ
リサが少女時代に飼っていた猫。ある時重病にかかってしまい死去する。その際にリサがリリを蘇生術で救おうとしたことが、彼女が黒魔術に傾倒するきっかけとなった。
町田 守（まちだ まもる）
声 - 吉野裕行（第2期のみ）
水野高校美化委員長。瓶底眼鏡が特徴。自ら率いるヒーロー集団・「マモレンジャー」の隊長を自称するヒーロー・「マモレッド」の姿で、ゴミのポイ捨てなどを注意する。しかし基本的にドジであり、自覚はないものの空回りして自身や周囲に被害を及ぼしたり、変質者として白い目で見られることもしばしば。マモレッドとして活動するようになった契機は、幼少期に母親に散らかしたものを片付けさせられたトラウマによるもの（周囲には内緒にしている）。現在着用しているマスクは不良にポイ捨て行為を注意して痛めつけられた際、偶然ゴミ箱から発見したもの。以後このマスクを着用して活動したところ、周囲がその姿を見て避けるようになった（もっとも町田自身は水野町の平和維持に役立っていると認識している）。
当初は自分のことを棚上げにして雪成たちを問題視していたが、桐絵にかつて母親の指摘と同様に注意されたことをきっかけに彼女に惚れ、「マモピンク」と呼び慕うようになる。しかし、桐絵からは避けられている。その後は雪成たちとも和解し、同行することが増えた（ちなみに桐絵以外で強引にマモレンジャーに加入させられた面子の内訳は、雪成：ブルー・ミハル：ブラック・こよみ：パープル・トモカ：イエロー）。福山のことは当初「ゴキゴキ魔人（ゴキゴキまじん）」と呼んで敵視していたが、結局意気投合する。
アニメでは後にミハルの紹介により、梨々花の弟子になった。
町田の母
町田の母親で、サングラスをかけた肥満体の成人女性。厳格な性格の教育ママで、少年時代の町田に「自分で出したものは自分で片付けるように」と厳しく言い聞かせていた。それが契機となって町田はマモレッドとして活動するようになった。
はかな
声 - 清水愛（第1期のみ）
裏見温泉旅館（うらみおんせんりょかん）に彷徨っていた幽霊。名前はアニメ版より。「美少女」を自称し、芝居がかった台詞回しをするなど、ミハル以上に天然な性格。生前温泉に入っていたところを痴漢に覗かれ、捕まえようとするも足を滑らせて頭を打ち死亡する。生前に痴漢を捕まえられなかった未練から成仏できずにいたが（痴漢自体は彼女が呪い殺している）、桐絵の体に憑依し雪成を痴漢に見立てて捕まえたことで成仏する。
アニメ版では合意したリサの体に憑依を試むも失敗し、結局原作通り桐絵に憑依し成仏するに至る。
偽ミハル
リサが雪成とミハルを引き裂くべく、ミハルの髪が仕込まれた彼女を模して作った人形に命を吹き込んだことで生まれた偽物。語尾がカタカナ表記となっている。ミハルに成りすまして雪成に近づき、雪成を嫌っていると告げるも、直後に本物のミハルが現れたため失敗する。その後は福山と意気投合し、リサに術を解かれて元の人形に戻った。
鏡の世界の住人たち
福山邸のクリスマスパーティーに参加していた桐絵が偶然リサのコレクションの一つである魔法の鏡の中にあるパラレルワールドに入った際に出会った住人たち。外見は元の世界の住人たちと瓜二つだが、性格が正反対となっている。劇中では桐絵を一途に愛する雪成・女嫌いの福山・男好きのこよみ・同性ながら桐絵を愛するリサの四人が登場した。鏡の世界での騒動の末、ミハルの協力で脱出した桐絵に付いて来る形で現実世界に現れ、雪成たちは彼らを鏡の中に戻すのに三日かかった。
鬼々（キキ）、羅々（ララ）
リサが佐々木宅での節分の豆まきで鬼役にするべく召喚した二体の霊。ミハルが「悪い物を外に出すように」と願いながら炒ったことで、「～は外」・「～は内」の掛け声と共に投げることで、対象を家の外から追い出したり、家の中に呼び出す力を持った炒り豆を福山が悪用し、その際に起きた騒動に乗じて暴走した。
コハル
佐々木家の庭に現れた謎の少女で、イヤーマフと頭に付いた兎の耳、左手だけにはめた手袋が特徴。母親とはぐれてしまったことを雪成たちに告げ、こよみと共に母親を捜索する。その道中、偶然見つけた母親と子供をそれぞれ模した雪だるまの内、母親の方が崩されているのを見て涙ながらに「もうお母さんは見つからない」と語る。その夜、うなされるこよみの下に現れ、来年に再会することを告げて姿を消す。実は子供の方の雪だるまの化身であり、こよみは彼女が残した手袋を冷蔵庫に入れた小さな雪だるまの頭に被せた。
悪霊
リサの持っていた壺の中に封印されていた悪霊たち。桐絵たちに自宅のプールへの招待を無視された福山が仕返しのために佐々木宅内で封印を解き、佐々木宅がお化け屋敷となってしまう。その後、ミハルに説得された福山が再び封印しようとするが、事情を知らない桐絵によって壺が破壊され、中に残っていた悪霊たちが解放されてしまう。
デーモン
リサが雪成の役に立つべく召喚した存在たち。町田を丸呑みにしようとした怪獣型や、丸い体に四枚の翼とビームを発射する単眼を備えたタイプ（計三体登場）の二種類が登場した。
赤坂 奈々（あかさか なな）
夏祭りにてこよみが偶然拾った手紙に名前が書かれていた女性の孫娘。祖母のスミレとは不仲だったが、こよみに渡された彼女の手紙を読んで後悔し、涙を流した。その後はこよみに励まされ、彼女に感謝した。
赤坂 スミレ（あかさか スミレ）
奈々の祖母。一年前の夏祭りの日に他界している。奈々からは嫌われていたが、彼女に喜んで貰おうと浴衣を作っていた。彼女の書いた謝罪と「一緒にお祭りに行こう」とのメッセージが書かれた手紙をこよみが拾い、奈々の下に渡ることになる。トモカは「一生懸命なこよみを頼ったスミレが、天国から手紙を落とした」と解釈している。
使い魔（つかいま）
リサが自身の手足として精製・使役する魔物たち。計三体登場しており、福山の髪を材料に作ったためか外見は耳の尖った全裸の福山に翼を生やしたような姿をしている。こよみの拾った手紙の持ち主を探すために呼び出されたが、福山の習性をトレースしてこよみに襲い掛かるだけで役に立たなかった。
福山のクローン
リサが作った福山のクローンで、彼女の説明から複数存在している模様。本物の福山ほどの知性は持ち合わせていないのか言葉はあまり喋らず、食品の名称を口にすることが多い。しかし、天然で女性たちにセクハラを仕掛ける。一体が偶然逃げ出してしまい、町に現れたことで騒動となる。雪成たちは彼を福山のドッペルゲンガーと勘違いし、「本物の福山と出会ったら福山が死んでしまう」と思い込んで捜索する。しかし、本物の福山と出会ったことで町中の女性たちがセクハラ被害に遭うこととなる。
幻のカエル
セーレンから偶然佐々木宅に転移されてきた虹色の体色を持つカエルで、首に付けた蝶ネクタイが特徴。捕まえた人物の願いを一つだけ叶えることができる。また、リサには恋の秘薬の材料として認識されている。雪成たちの間で激しい争奪戦が繰り広げられるも、桐絵の方に逃げたことで彼女に気味悪がられる。しかし、その境遇に同情した桐絵によってセーレンに送り返されることになる。最後は桐絵が争奪戦を繰り広げる雪成たちに向かって仲良くするよう言ったのを願いと認識し、雪成たちを鎮めると共に姿を消した。
カズハ
セーレン時空管理局の関係者で、こよみやトモカの上司に当たる男性。女性を物のように扱い、部下には高慢な態度で接するなど、横暴かつ傲慢な人物。髪色が赤みがかった黒であることを除き、外見は福山と瓜二つ。ミハルに縁談を持ち込んでセーレンに戻るように仕向け、結婚しようとし、さらにこよみとトモカに雪成たちにこのことを知らせた上でセーレンに戻らせる。ミハル救出のために結婚式に潜入した雪成・桐絵を捕らえるも、こよみの助けで脱出した二人とセーレンに仲間たちを連れてやって来たトモカによって式を荒らされ、逃げようとするも福山に成敗される。その後はマハルと結婚し、彼女の尻に敷かれながらも幸せな日々を送っている。
彼方 ヒジリ（かなた ヒジリ）
声 - 久川綾（第2期のみ）
アニメオリジナルキャラ。赴任してきた水野高校教員。実はセーレン時空管理局特務課で、ユキナの直属の部下。星痕の能力者ミハルをセーレンに連れ戻すために教員に成りすまし、トモカからアクアランプを奪いミハルを攫う機会を窺い、ついにミハルをセーレンに連れ戻すが、ミハルを助けるために追ってきた桐絵によって倒された。同性でありながらミハルが好きで、物心付く前からずっと付きまとっていたが、桐絵に倒されてからは桐絵にベタ惚れしてしまった。
邪眼の能力の持ち主で、相手を催眠状態にして心を自在に操る能力を持つ（心の隙間がない人に対しては効果なし）。また、戦闘能力は高く、こよみの父親を操り梨々花や小雨を苦戦させた。
ユキナ
声 - 野川さくら（第2期のみ）
アニメオリジナルキャラ。ロープを纏った謎の少女。その正体は、セーレン時空管理局特務課長にしてセーレンの中で最強の能力者。背が低く身体中に星痕が付いており、男性アレルギー（男性に触れると蕁麻疹が出る）。
セーレンを男性のいない女性だけの楽園にしようとしたが、雪成の説得で改心する。以来、男性アレルギーが治って彼にベタ惚れしてしまった。
カナタ
声 - 山本麻里安（ゲーム版のみ）
ゲームオリジナルキャラ。白衣姿にツインテールと眼鏡が特徴で、学者を思わせる口調で話す知的な少女。ある使命を帯びてセーレンから雪成たちの下にやって来た。
アキラ
声 - 久川綾
ゲームオリジナルキャラ。
マユカ
声 - 中谷有里
ゲームオリジナルキャラ。

## 用語
セーレン
ミハルたちが住む異世界。世界全体に対して男性の数が1割にも満たないため、常に男を巡っての抗争が絶えない。特徴として、魔法や複数種の異生物が存在している。また、セーレンの人間が地球に留まるには膨大なエネルギーを必要とするため、あまり長く地球に留まることはできない（アニメ版ではその設定は無い）。
時空管理局（じくうかんりきょく）
セーレンに存在し、時空間の移動などに関する事件を解決する組織。別次元にいるターゲットの捜索および送還任務に失敗ないしターゲット以外に情報を漏洩した構成員は、無駄に時空を歪めた罰として「時限の狭間」に幽閉される。
笑いガエル1号（わらいガエル1ごう）
リサが幻のカエル争奪戦の折に造り、用意した偽物のカエル。相手の服の中に入り込んでくすぐり回す習性を持ち、トモカが被害に遭った。
星痕（せいこん）
アニメ版での設定。セーレンの一部の人間が持つ痕。これを持つ者は、特殊能力を持つ。
アクアランプ
アニメ版での設定。時空管理局の構成員が所有している時空転移と通信に用いられる装置。

## アニメ
アニメ版は1期『first season』と2期『second season』の2シリーズからなる。
GIRLSブラボー first season
2004年7月6日から9月27日までフジテレビで放送された。全11話。当初ハーレムアニメかつ萌えアニメというお色気満載の作品となるはずであったが、その頃にこれまで比較的緩やかな方針であったフジテレビ側が突如、表現規制を厳格化した影響で、過剰なまでの修正によりそれらはほぼカットされていた。なお、DVDのCMでは「DVDで湯気スッキリ」、ゲーム版のCMでは「ボタン連打で湯気スッキリ」などと謳われていた。また、本作の特徴としては、原作と比較してお色気描写・設定が大幅にスケールアップしている点が挙げられる。
この作品がDVD化されるに当たっては、「笑劇映像大幅追加版」と題してテレビ放送時に施された修正を戻している。なお、北米版DVDはfirst season/second seasonを区別せずに（連続して）発売されており、ジェネオンUSAでは「17歳以上推奨」の指定を受けている。また、2004年8月19日からフジテレビ721で、2007年9月25日からAT-Xでも放送（後者は視聴年齢制限あり）された。
GIRLSブラボー second season
2005年1月27日から4月21日までWOWOW・ノンスクランブル枠で放送された。R-15指定相当。その後AT-Xでも放送された（first seasonの終了後に続けて放送。）前作から引き続きお色気描写・設定が原作以上のレベルに引き上げられている他、終盤ではオリジナルの設定・展開によって、原作よりもストーリー性の強い展開となっている。
DVDも映像倫規定によってR-15指定されており、15歳未満禁止指定となっている。

### スタッフ
- 原作 - まりお金田
- 監督 - あおきえい
- シリーズ構成 - 渡辺陽
- キャラクターデザイン・総作画監督 - 牧野竜一
- メカ・小物設定 - 小川浩
- 美術監督 - 河合泰利
- 撮影監督 - 大前亮介（第1期）、佐藤正人（第2期）
- 色彩設計 - 友野亜紀子
- 編集 - 重村建吾
- 音楽 - 上松範康
- 音響監督 - 鶴岡陽太
- プロデューサー - 松崎義之、高瀬敦也（第1期）→北浦宏之（第2期）
- アニメーション制作 - AICスピリッツ
- 制作協力 - WOWOW（第2期）
- 制作 - GIRLSブラボー製作委員会（角川書店、ハピネット、クロックワークス）、フジテレビ（第1期のみ）

### 主題歌

#### オープニングテーマ
first season
「going my way」（第2話 - 第11話）
作詞・作曲 - tororo／編曲 - Angel Note／歌 - yozuca*
second season
「Ever After」（第1話 - 第12話）
作詞・作曲 - tororo／編曲 - Angel Note／歌 - yozuca*
- 第13話ではEDで使用された。

#### エンディングテーマ
first season
「ここにいるから…」
歌・作詞 - 橋本みゆき／作曲 - 酒井真理子／編曲 - 景家淳
second season
「and then,」（第1話 - 第12話）
歌・作詞・作曲 - 橋本みゆき／編曲 - 景家淳

#### 挿入歌
first season
「ぽよんちゃんのテーマ」（第9話）
作詞 - 井出安軌／作曲・編曲 - 上松範康／歌 - 新谷良子
second season
「大丈夫・だいじょうぶ（ミハルのテーマ）」（第3話）
作詞 - 江幡育子／作曲 - Raqia／編曲 - Angel Note／歌 - 橋本みゆき
「ぽよんちゃんのテーマ」（第4話）
作詞 - 井出安軌／作曲・編曲 - 上松範康／歌 - 新谷良子
「子どもじゃないのだっ!（トモカのテーマ）」（第5話）
作詞 - 江幡育子／作曲 - kenji／編曲 - Angel Note／歌 - 中山マミ
「花が咲く景色の中で（コヨミのテーマ）」（第10話）
作詞 - 江幡育子／作曲 - 鶴田勇気／編曲 - Angel Note／歌 - みるくくるみ
「Just believe in love」（第？話）
歌・作詞：飛蘭／作曲・編曲：上松範康

### 各話リスト
| 話数 | サブタイトル               | 脚本             | 絵コンテ             | 演出       | 作画監督                    |
| ---- | -------------------------- | ---------------- | -------------------- | ---------- | --------------------------- |
| 1    | お風呂場からブラボー!      | 渡辺陽           | あおきえい           | 信田ユウ   | 梶浦紳一郎                  |
| 2    | 学校でブラボー!            | 渡辺陽           | 石平信司 あおきえい  | 花井信也   | 荒尾英幸                    |
| 3    | クッキングはブラボー!      | 渡辺陽           | 古川政美 あおきえい  | 西山明樹彦 | 中島美子                    |
| 4    | 豪邸でブラボー!            | 渡辺陽           | 友田政晴             | 友田政晴   | しまだひであき 重松しんいち |
| 5    | 雨の日にブラボー! （前編） | 渡辺陽           | 上野史博             | 太田知章   | 渡辺純子                    |
| 6    | 雨の日にブラボー! （後編） | 渡辺陽           | あおきえい           | 山口美浩   | 斎藤和也                    |
| 7    | おムコさん探しでブラボー!  | 渡辺陽           | そーとめこういちろう | 花井信也   | 荒尾英幸                    |
| 8    | いっぱいでブラボー!        | 日暮茶坊         | 小林一三             | 西山明樹彦 | 中島美子                    |
| 9    | 魔法大戦でブラボー!        | 渡辺陽           | 井出安軌             | 友田政晴   | しまだひであき 重松しんいち |
| 10   | 温泉でブラボー!            | 日暮茶坊         | 友田政晴             | 井草かほる | 野口木の実                  |
| 11   | ピンポンでブラボー!        | ラスプーチン矢野 | 林宏樹               | 椛島洋介   | 木村貴宏                    |

| 話数 | サブタイトル              | 脚本             | 絵コンテ   | 演出             | 作画監督                       |
| ---- | ------------------------- | ---------------- | ---------- | ---------------- | ------------------------------ |
| 1    | プールでブラボー!         | ラスプーチン矢野 | 林宏樹     | 林宏樹           | 藤澤俊幸                       |
| 2    | ファイト・ブラボー!       | 渡辺陽           | 殿勝秀樹   | いとがしんたろう | 高乗陽子 ひのたかふみ 今木宏明 |
| 3    | 初デートはブラボー!       | 渡辺陽           | 西山明樹彦 | 西山明樹彦       | 中島美子                       |
| 4    | お掃除ブラボー!           | ラスプーチン矢野 | 福多潤     | 西村大樹         | 岩田竜治 斎藤和也              |
| 5    | ふたりならブラボー!       | 日暮茶坊         | 友田政晴   | 小林孝嗣         | しまだひであき 重松しんいち    |
| 6    | アルバイトはブラボー!     | 日暮茶坊         | 友田政晴   | 福多潤           | 渡辺純子                       |
| 7    | 麻雀でブラボー!           | 渡辺陽           | 大森英敏   | 友田政晴         | 藤澤俊幸                       |
| 8    | ウサ耳ブラボー!           | ラスプーチン矢野 | 小林孝嗣   | 小林孝嗣         | ひのたかふみ                   |
| 9    | 学園祭はブラボー!         | 渡辺陽           | 笹嶋啓一   | 西村大樹         | 斎藤和也                       |
| 10   | 晴れた日の午後はブラボー! | 渡辺陽           | 小林一三   | 西山明樹彦       | 中島美子                       |
| 11   | プレゼントはブラボー!     | 渡辺陽           | 小林孝嗣   | 小林孝嗣         | しまだひであき 重松しんいち    |
| 12   | セーレンへブラボー!       | 渡辺陽           | 林宏樹     | 福多潤           | 渡辺純子                       |
| 13   | ファイナル・ブラボー!     | 渡辺陽           | あおきえい | あおきえい       | 牧野竜一                       |

## 商品
単行本：角川コミックスエース（全10巻）
GIRLSブラボー （1巻）：2001年7月発行 ISBN 4-04-713435-X
GIRLSブラボー （2巻）：2001年12月発行 ISBN 4-04-713466-X
GIRLSブラボー （3巻）：2002年5月発行 ISBN 4-04-713491-0
GIRLSブラボー （4巻）：2002年9月発行 ISBN 4-04-713506-2
GIRLSブラボー （5巻）：2003年3月発行 ISBN 4-04-713535-6
GIRLSブラボー （6巻）：2003年9月発行 ISBN 4-04-713570-4
GIRLSブラボー （7巻）：2004年4月発行 ISBN 4-04-713616-6
GIRLSブラボー （8巻）：2004年6月発行 ISBN 4-04-713631-X
GIRLSブラボー （9巻）：2004年11月発行 ISBN 4-04-713682-4
GIRLSブラボー （10巻：限定版）：2005年3月発行 ISBN 4-04-713717-0
GIRLSブラボー （10巻：通常版）：2005年4月発行 ISBN 4-04-713716-2
オールカラーイラスト集
総天然色GIRLSブラボー：2005年3月発行 ISBN 4-04-853810-1
CD
GIRLSブラボー first season オリジナルサウンドトラック
GIRLSブラボー second season イメージヴォーカルアルバム「GO!GO!GIRLS!」
DVD
GIRLSブラボー first season（全6巻）
GIRLSブラボー second season（全7巻）
ゲーム
GIRLSブラボー Romance15's
- 2005年1月27日にPlayStation 2で発売、CEROレーティング15歳以上対象。

雪成の女性アレルギーがアレルギーメーターで表現されており、メーターを振り切ると雪成は倒れて1日が強制終了されるのに対し、日々メーターを振り切らないように過ごすと、徐々に雪成の女性アレルギーが出にくくなってくる。